# Okinawa soba
Okinawa soba (沖縄そば) là món mỳ sợi được sản xuất tại Okinawa, Nhật Bản. Okinawa soba có nguồn gốc từ một công ty danh tiếng chuyên sản xuất mỳ sợi tại Okinawa. Tại Okinawa, đôi khi món ăn này được gọi đơn giản là soba (hay suba trong tiếng Okinawa), mặc dù tên gọi này cũng dùng để chỉ những món mỳ làm từ mạch ba góc tại khu vực chính là Nhật Bản.
Sợi mì vùng Okinawa có độ dày gần giống với kết cấu của udon, và khi được phục vụ kèm súp, nước dùng của nó tương tự như mì ramen . Ở khu vực thuộc quần đảo Yaeyama, sợi mì có xu hướng tròn hơn, nó trông hơi dẹt tại những nơi khác của tỉnh Okinawa .
Món ăn được phục vụ trong nước dùng có hương vị của konbu (rong biển ăn được), katsuobushi và thịt lợn. Lớp trên bề mặt thường là kamaboko (bánh cá), hành lá cắt lát và một lát dày của san-mai niku (三枚肉, Chân giò heo) hầm  hoặc soki (sườn lợn không xương) và thường được trang trí với beni shōga (gừng ngâm). Để thêm gia vị, thực khách có thể thêm một vài giọt kōrēgūsu, gồm ớt ngâm trong rượu gạo awamori .
Món ăn này được phân loại bao gồm:
- Sōki soba (ソ ー キ そ ば) - phủ thêm xương sườn, được gọi là sōki ở Okinawa.
- Tebichi soba (て び ち そ ば) - với hương vị của món thịt lợn hầm.

## Tên gọi
Ngày nay, trong tiếng Nhật, từ soba có nghĩa là kiều mạch, hay cụ thể là mì làm từ kiều mạch. Từ này có nguồn gốc là từ viết tắt của soba-mugi (kiều mạch). Từ soba có nghĩa là "bề mặt hẹp" trong tiếng Nhật cổ và soba-mugi có nghĩa là "bột mỳ". Vào khoảng thế kỷ 16, kiều mạch bắt đầu được chế biến thành những sợi mì mỏng. Phương pháp này ban đầu được gọi là soba-kiri nhưng sau đó nó được viết tắt thành soba . Soba chủ yếu được tiêu thụ ở miền đông Nhật Bản và không phổ biến ở miền tây Nhật Bản và vùng Okinawa. Mì kiều mạch lúc bấy giờ vẫn còn hiếm ở Okinawa, tại đây chúng được gọi là Nihon soba (mỳ soba của Nhật Bản) hoặc kuroi soba (mỳ soba đen).
Trong ngôn ngữ Nhật Bản hiện đại, nghĩa từ soba được mở rộng hơn, thuật ngữ này còn dùng để chỉ các loại mì sợi mỏng khác như Yakisoba (mì xào) là món mỳ không chứa kiều mạch, Shina soba, thường được gọi là Chūka soba (còn được gọi là soba của Trung Quốc), hoặc ngày nay là rāmen, một món cũng được làm từ bột mì. Okinawa soba thuộc loại này và được làm hoàn toàn từ lúa mì.
Theo quy định cạnh tranh công bằng, soba được tiêu chuẩn hóa là "loại mì chứa ít nhất 30% kiều mạch." Định nghĩa này đã gây ra một vấn đề khi Okinawa được trao trả lại cho Nhật Bản vào năm 1972. Năm 1976, Ủy ban Thương mại Công bằng của Nhật Bản đã cố gắng buộc tỉnh Okinawa bỏ tên "soba" vì soba của Okinawa không phù hợp với quy định nêu trên. Chính vì vậy, Công ty  sản xuất mì Okinawa đã đàm phán với Ủy ban Thương mại Công bằng và kết quả là nó được chấp nhận là một trong số các trường hợp ngoại lệ được sử dụng từ "soba" trong các sản phẩm mỳ sợi tại đây, với tên gọi cụ thể là Okinawa soba.

## Lịch sử
Một số người đã cố gắng truy tìm nguồn gốc của Okinawa soba và cho rằng nó xuất hiện từ thời còn tồn tại Vương quốc Lưu Cầu . Khi ấy, các vị quan từ Trung Quốc có thể đã mang một loại mì làm từ lúa mì cho triều đình Lưu Cầu, mặc dù chúng không có mối liên hệ nào với ẩm thực Okinawa ngày nay.
Tài liệu tham khảo đầu tiên được biết đến về Okinawa soba là vào năm 1902 vào cuối thời Minh Trị khi nó được gọi là Shina soba ( mỳ soba của Trung Quốc) như ở chính thổ Nhật Bản. Một số nhà hàng soba được biết đã hoạt động ở Naha trong thời kỳ Đại Chính và có liên kết chặt chẽ với các khu phố đèn đỏ. Các nhà hàng Soba sau đó đã bị phá hủy bởi các cuộc tấn công của Hoa Kỳ trong trận Okinawa . Sự hồi sinh của nó bắt đầu ở các doanh trại của Hoa Kỳ, nơi cung cấp các khẩu phần lúa mì cho quân đội. Vào những năm 1960, soba được phổ biến trở lại với sự ra đời của máy chế biến mì. Sự phổ biến của nó đi kèm với việc chuyển đổi, soba từ một bữa ăn chỉ được phục vụ trong nhà hàng đã chuyển sang một món có thể nấu và ăn tại nhà. Phong tục ăn soba vào đêm giao thừa bắt nguồn từ chính quốc Nhật Bản đã được du nhập vào Okinawa vào năm 1968, chỉ khác là mì kiều mạch đã được thay thế bằng mì làm từ lúa mì. Ngày nay, Okinawa soba được coi là một phần quan trọng của văn hóa truyền thống Okinawa, mặc dù nhà văn hóa dân gian Nishimura Hidemi cho rằng đó là một biểu hiện của truyền thống tân tạo .
Soba đã được chấp nhận như một truyền thống địa phương ở Campo Grande thuộc bang Mato Grosso do Sul, Brazil, do trong thành phố có đến 850.000 người dân có nguồn gốc từ Okinawa.Thông thường, bạn có thể tìm thấy các nhà hàng chuyên chế biến món ăn đặc trưng này biệt dọc theo thành phố do khó tìm thấy cá biển ở vùng đó của Brazil.